# Dream Like a Dogwood Wild Boy
Dream Like a Dogwood Wild Boy ist ein Jazzalbum von Binker Golding. Die am 12. und 13. Juli 2021 in den Metropolis Studios, London, entstandenen Aufnahmen erschienen am 17. Juni 2022 auf Gearbox Records.

## Hintergrund
Der Saxophonist Binker Golding leitet hier ein Quintett, das zunächst aus seiner langjährigen Rhythmusgruppe aus Schlagzeuger Sam Jones und Bassist Daniel Casimir besteht. Hinzu kamen der Session-Gitarrist Billy Adamson und die Londoner Pianistin Sarah Tandy. Goldings Ansatz ist ein formal komponiertes Album mit sieben Stücken, die Hard Bop, Blues, Americana, Heartland Rock, Soul Jazz und mehr kreuze, notierte Thom Jurek. Sein Ton auf dem Saxophon in den meisten Melodien hier spiegele die Einflüsse von Sonny Rollins und Eddie Harris wider. Dream Like a Dogwood Wild Boy habe einige spezifische Inspirationen aus Goldings persönlichen Beziehungen und lebensverändernden Ereignissen, die ihn zum Nachdenken anregt hätten, schrieb Karl Ackermann. Obwohl einige von Goldings Werken hier von bedeutenden Tragödien geprägt sind, wird die Stimmung nicht offen in die Musik getragen, die insgesamt optimistisch klinge. Während Pianistin Sarah Tandy, Bassist Daniel Casimir und Schlagzeuger Sam Jones für die Verwurzelung in der Klangsprache des Jazz sorgen, bringt Akustik- und E-Gitarrist Billy Adamson die gesamte Klangpalette von Ur-Blues bis zum Alt-Rock ein, schrieb Josef Engels. Im Albumfinale „All Out of Fairy Tales“ zitiert Golding recht deutlich den Hit „Crimson and Clover“ von Tommy James & the Shondells aus dem Jahr 1968, ein anderes Mal; in der Nummer „My Two Dads“, weist er seinem leiblichen Vater und seinem Stiefvater seine Referenz, die beide kurz hintereinander verstorben waren.

## Titelliste
- Binker Golding Dream Like a Dogwood Wild Boy (Gearbox Records GB1578)[4]

A1  (Take Me to the) Wide Open Lows 9:33

A2  Love Me Like a Woman 8:19

A3  My Two Dads 8:35

B1  Howling and Drinking in God’s Own Country 6:14

B2  ’Til My Heart Stops 7:02

B3  With What I Know Now 7:09

B4  All Out of Fairy Tales 6:39
Wenn nicht anders vermerkt, stammen die Kompositionen von Binker Golding.

## Rezeption
Nach Ansicht von Karl Ackermann, der das Album in All About Jazz rezensierte, sei bereits das Vorgängeralbum Abstractions of Reality Past and Incredible Feathers als Abkehr von der hemmungslosen freien Improvisation und den peitschenden Tanzrhythmen zu verstehen, für die das Duo Binker & Moses bekannt sind, das er mit Schlagzeuger Moses Boyd bildete; es war weniger roh, dafür anspruchsvoller Hardbop-Vibe. Goldings Album Dream Like a Dogwood Wild Boy sei eine weitere Abkehr von seinen früheren Projekten. Der stilistische Boden, den das Album abdecke, habe eine beträchtliche Tiefe. Während Golding das Genre weiter erforsche, habe er deutlich gemacht, dass er willens und in der Lage sei, in eine breite Palette von Stilen einzutauchen, wie er es hier tue.

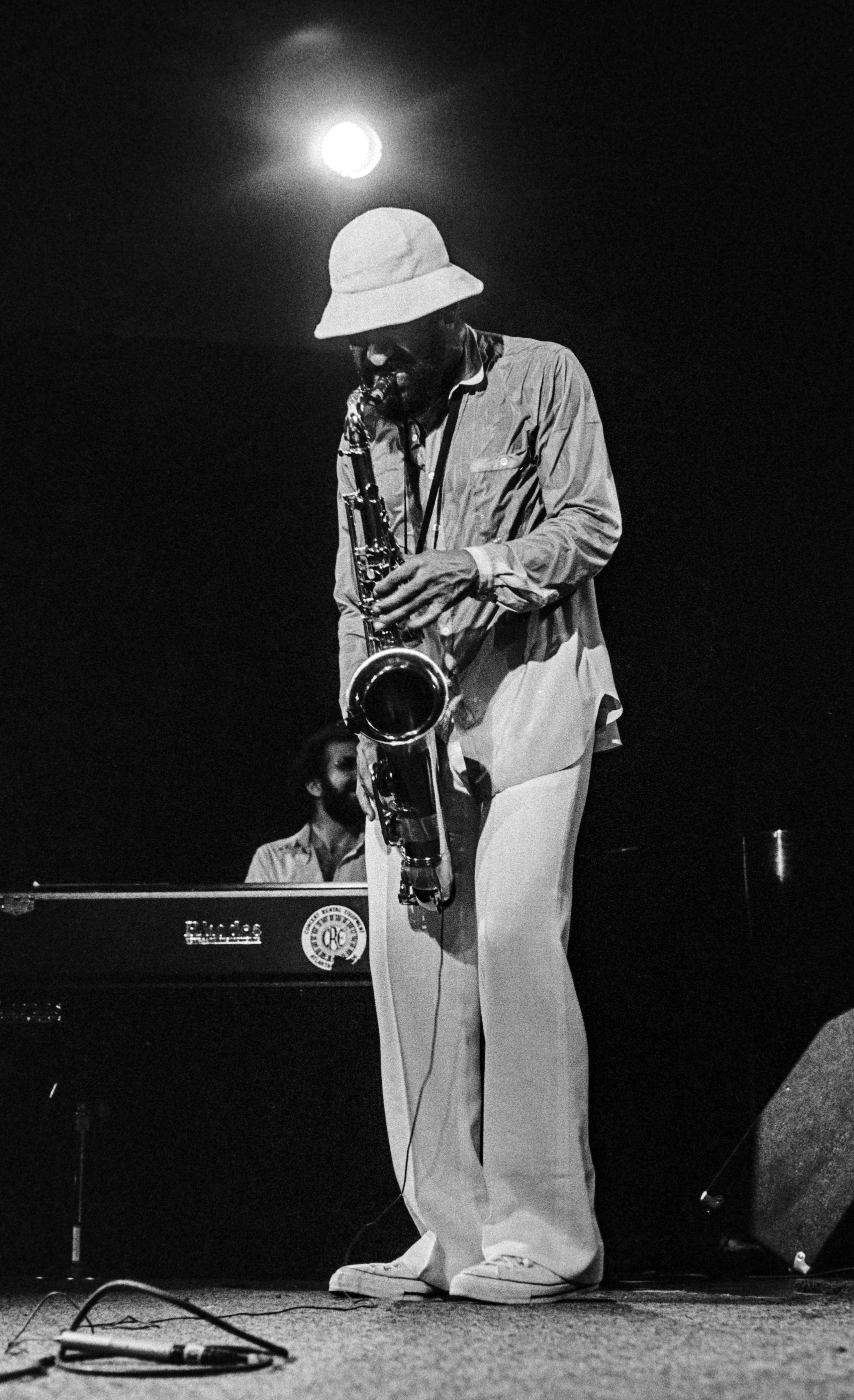
Sonny Rollins bei einem Auftritt in Atlanta 1978

Thom Jurek verlieh dem Album in Allmusic viereinhalb Sterne und schrieb, Dream Like a Dogwood Wild Boy sei Goldings bislang bestes Werk. Es zeige wunderschön geschriebene Melodien, die von einer herausragenden Band gespielt werden. Es sei gleichzeitig zugänglich und eindrucksvoll; es würde zudem Golding in der globalen Jazzszene als intuitiven und demokratisch agierenden Bandleader, anspruchsvollen Komponisten und phantasievollen Solisten etablieren.
Stefan Hentz schrieb in Jazz thing, Binker Goldings Saxophonspiel würde die klassische Jazzschule verkörpern; kraftvoller Ton, zupackende Phrasierung, mal mehr Michael Brecker, dann wieder mehr Sonny Rollins, ausufernder Ideenfluss. Das Album sei ein stilistischer Pastiche, der seine Bewegungsenergie aus diversen Quellen sauge. Das sei zwar schon alles gut, wandte der Autor ein, doch ein wenig habe Golding gespart am Salz in der Suppe, mit dem, was so individuell wäre, dass es nicht ständig Erinnerungen an Stilreferenzen hervorrufen müsste.
Chris Pearson schrieb im The Times, es sei ein großartiges Album von einem melodischen Meistersaxophonisten. Delta-Blues, Heartland-Rock und Rust-Belt-Americana würden alle „auf einen ergrauten, Tabak kauenden guten alten Jungen auf der Musikpavillon“ hindeuten. Binker Golding, 37 Jahre alt und aus Enfield in Nord-London stammend, habe es sich zur Gewohnheit gemacht, Erwartungen zu trotzen. Diese erhabene Sammlung folge auf Projekte, die Jungle, Free Jazz und Hip-Hop auf unterschiedliche Weise umfasst haben. Das erste, was einem auffalle, sei, wie melodisch es klinge. Golding komponiere mächtige attraktive Melodien.
Binker Golding gehöre fraglos zu den spannendsten Vertretern der aktuellen britischen Jazzszene, schrieb Josef Engels in Rondo. Mit diesem Album verabschiede er sich vordergründig völlig aus den Sphären des modernen Jazz-Idioms. Countrymusik, Americana, Bluegrass und Blues würden markant im Vordergrund stehen. Golding dienten diese Elemente als Ausgangspunkt für höchst melodiöse und emotional nahbare Songs. Golding würde es gelingen, auf seinem Instrument nicht nur Feuerwerke à la Michael Brecker zu zünden, sondern auch Manns genug sein, seine verletzliche Seite zu zeigen.
Nach den Duos mit dem Schlagzeuger Moses Boyd und dem Pianisten Elliot Galvin würde Binker Golding den Blick weiter zurück in der Geschichte des Jazz zurück richten und auf dessen Vorfahren zurückgreifen – Rock des Mittleren Westen, Blues, Swing, R&B und Mainstream-Romantik. Damit würde der Saxophonist seine Vielseitigkeit und Weite des Geschmacks im Bandformat, schrieb Nigel Jarrett (Jazz Journal). Der R&B-Einfluss sei schon immer in Goldings sehnigem Tenorstil vorhanden gewesen, dessen Phrasen oft mit aufwärts beweglichen Notenflattern beginnen, die sich in solide Einfachheit der Äußerung niederlassen. Der Eröffnungstrack beginne mit einem verweilenden Intro von Billy Adamson an der Slide-Gitarre, das einen langen Rückblick auf einen Ort und eine Tradition hervorrufe.